# ۶۳۰ (قمری)
۶۳۰ (قمری)، ششصد و سیمین سال در گاهشماری هجری قمری است. اول محرم این سال برابر با هفدهم اکتبر سال ۱۲۳۲ میلادی است.

## درگذشتگان
- شعبان - ابن اثیر مورخ ایرانی